# Avon Championships of Washington 1982
L'Avon Championships of Washington 1982 è stato un torneo di tennis giocato sul sintetico indoor. È stata l'11ª edizione del torneo, che fa parte del WTA Tour 1982. Si è giocato a Washington negli USA dal 4 all'11 gennaio 1982.

## Campionesse

### Singolare
Martina Navrátilová ha battuto in finale  Anne Smith con il punteggio di 6–2, 6–3

### Doppio
Kathy Jordan /  Anne Smith hanno battuto in finale  Martina Navrátilová /  Pam Shriver con il punteggio di 6–2, 3–6, 6–1